# UNTAET
UNTAET, of voluit United Nations Transitional Administration in East Timor (Nederlands: VN-overgangsbestuur in Oost-Timor), behelsde vredesoperaties in het van Portugal onafhankelijk geworden Oost-Timor.

## Missie
Op 30 augustus 1999 werd door de bevolking van Oost-Timor gestemd door middel van een directe, geheime en algemene verkiezingen. Het doel was om zo een proces dat leidt naar onafhankelijkheid te beginnen. UNTAET werd opgericht op 25 oktober 1999 om het grondgebied van Oost-Timor te beheren, en voorlopig de wetgevende en uitvoerende macht tijdens de overgangsperiode uit te oefenen. De VN bevorderden de capaciteit voor zelfbestuur in het chaotische land. UNTAET volgde op UNAMET, de United Nations Mission in East Timor.
Oost-Timor werd op 20 mei 2002 onafhankelijk. Op diezelfde dag werd UNTAET opgevolgd door UNMISET, de "United Nations Mission of Support in East Timor" opgericht bij resolutie 1410 van de Veiligheidsraad van 17 mei 2002. UNMISET was bedoeld om bijstand te verlenen aan de belangrijkste bestuurlijke structuren die "van cruciaal belang voor de levensvatbaarheid en de politieke stabiliteit van de Oost-Timor zijn".

## Deelnemende landen
Er werden militairen en agenten uit Argentinië, Australië, Oostenrijk, Bangladesh, Bolivia, Bosnië & Herzegovina, Brazilië, Canada, Kaapverdië, Chili, China, Denemarken, Egypte, Fiji, Frankrijk, Gambia, Ghana, Ierland, Jordanië, Kenia, Zuid-Korea, Maleisië, Mozambique, Namibië, Nepal, Nieuw-Zeeland, Niger, Nigeria, Noorwegen, Pakistan, Peru, Filipijnen, Portugal, de Russische Federatie, Samoa, Senegal, Singapore, Slovenië, Spanje, Sri Lanka, Zweden, Thailand, Turkije, Oekraïne, Verenigd Koninkrijk, Verenigde Staten van Amerika, Uruguay, Vanuatu, Zambia en Zimbabwe naar Timor gestuurd.

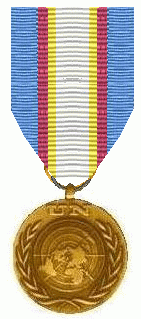
Medaille

## Herinneringsmedaille
De secretaris-generaal van de Verenigde Naties kende de deelnemende militairen en politieagenten de UNTAET Medaille toe.